# OFC Club Championship 2005
In 2005 werd het OFC Club Championship voor de vierde keer georganiseerd. De eindronde werd gespeeld in Tahiti. Het Australische Sydney FC won het toernooi en plaatste zich hiermee voor het wereldkampioenschap voor clubs 2005.

## Opzet
De Australische deelnemer en de twee Tahitiaanse clubs plaatsten zich rechtstreeks voor de eindronde. De overige tien clubs speelden in een voorronde twee keer tegen een andere club waarvan de winnaar doorging naar de eindronde.

## Wedstrijden

### Voorronde
In de voorronde werden beide wedstrijden bij de thuisclub gespeeld. Nikao Sokattack speelde beide wedstrijden in Auckland. 
| Datum    | Thuisclub       | Uitslag(en)   | Uitclub           |
| -------- | --------------- | ------------- | ----------------- |
| 10/12-02 | Nikao Sokattack | 0-4, 1-5      | AS Magenta Nouméa |
| 04/06-03 | Sobou FC Lae    | 15-0, 2-0     | Tuinaimato Breeze |
| 21/23-03 | SC Lotoha'apai  | 1-2, 0-5      | Tafea F.C.        |
| 02/06-04 | Ba FA           | 1-4, 1-4      | Makuru FC         |
|          | Manumea FC      | niet gespeeld | Auckland City FC  |

 De OFC sloot Manumea FC uit van deelname.
 

### Eindronde
De wedstrijden werden gespeeld in Papeete.

#### Eerste ronde

##### Groep A
| Datum | Winnaar          | Uitslag(en) | Verliezer        |
| ----- | ---------------- | ----------- | ---------------- |
| 31-05 | Sydney FC        | 3-2         | Auckland City FC |
| 31-05 | AS Pirae         | 5-1         | Sobou FC Lae     |
| 02-06 | AS Pirae         | 2-0         | Auckland City FC |
| 02-06 | Sydney FC        | 9-2         | Sobou FC Lae     |
| 04-06 | Sydney FC        | 6-0         | AS Pirae         |
| 05-06 | Auckland City FC | 6-1         | Sobou FC Lae     |

| # | Club             | W-G-V | Pnt | V-T  |
| - | ---------------- | ----- | --- | ---- |
| 1 | Sydney FC        | 3-0-0 | 9   | 18-4 |
| 2 | AS Pirae         | 2-0-1 | 6   | 6-7  |
| 3 | Auckland City FC | 1-0-2 | 3   | 8-5  |
| 4 | Sobou FC Lae     | 0-0-3 | 0   | 4-20 |

##### Groep B
| Datum | Winnaar           | Uitslag(en) | Verliezer   |
| ----- | ----------------- | ----------- | ----------- |
| 01-06 | Tafea F.C.        | 3-2         | Makuru FC   |
| 01-06 | AS Magenta Nouméa | 4-1         | AS Manu-Ura |
| 03-06 | AS Magenta Nouméa | 1-1         | Tafea F.C.  |
| 03-06 | Makuru FC         | 2-1         | AS Manu-Ura |
| 05-06 | Tafea F.C.        | 2-0         | AS Manu-Ura |
| 05-06 | AS Magenta Nouméa | 5-0         | Makuru FC   |

| # | Club              | W-G-V | Pnt | V-T  |
| - | ----------------- | ----- | --- | ---- |
| 1 | AS Magenta Nouméa | 2-1-0 | 7   | 10-2 |
| 2 | Tafea F.C.        | 2-1-0 | 7   | 6-3  |
| 3 | Makuru FC         | 1-0-2 | 3   | 4-9  |
| 4 | AS Manu-Ura       | 0-0-3 | 0   | 2-8  |

#### Knock-outfase
| Datum | Ronde        | Winnaar           | Uitslag(en) | Verliezer         |
| ----- | ------------ | ----------------- | ----------- | ----------------- |
| 07-06 | Halve finale | Sydney FC         | 6-0         | Tafea F.C.        |
| 07-06 | Halve finale | AS Magenta Nouméa | 4-1         | AS Pirae          |
| 10-06 | 3e/4e plaats | Tafea F.C.        | 3-1         | AS Pirae          |
| 10-06 | Finale       | Sydney FC         | 2-0         | AS Magenta Nouméa |

OFC Club Championship: 1987 · 1999 · 2001 · 2005 · 2006 

OFC Champions League: 2007 · 2007/08 · 2008/09 · 2009/10 · 2010/11 · 2011/12 · 2012/13 · 2013/14 · 2014/15 · 2016 · 2017 · 2018 · 2019 · 2020 · 2021 · 2022 · 2023